# Princesse Saphir (série télévisée d'animation)
Pour les articles homonymes, voir Princesse Saphir.
Princesse Saphir (リボンの騎士, Ribon no Kishi, littéralement « Le chevalier au ruban »), également connue sous le titre Le Prince Saphir, est une série télévisée d'animation japonaise en 52 épisodes de 25 minutes produite par les studios Tezuka Productions et Mushi Production, et diffusée entre le 2 avril 1967 et le 7 avril 1968 sur Fuji TV.
La série a été doublée au Québec et diffusée à partir du 5 septembre 1971 à la Télévision de Radio-Canada sous le titre Le Prince Saphir, et en France, sous le même titre à partir du 22 février 1975 dans l'émission La Une est à vous sur TF1. De 1975 à 1976, en 1978 dans Restez donc avec nous et en 1980 dans Croque-Vacances.
En 1989, la série et le doublage sont refaits en France et le titre est changé en Princesse Saphir. La série est diffusée la même année dans l'émission Amuse 3 sur FR3 et en 1997 dans Les Minikeums sur France 3.

## Synopsis
La princesse Saphir vient de naître dans le royaume d'Argent, un royaume où seul un enfant mâle peut hériter la couronne. Le vil duc Duralumin complotant pour asseoir son fils sur le trône, le roi déclare que la reine a donné naissance à un garçon. Il élève Saphir en homme. Les seuls à être dans le secret sont le docteur, l'infirmière et quelques proches serviteurs. Saphir grandit, apprend le maniement des armes et devient un redoutable bretteur au chapeau à panache. La paix et la justice du royaume étant menacées par le duc Duralumin et ses sbires, Saphir se déguise, la nuit, en justicier masqué. Mais le duc Duraldine flaire la supercherie et va tout mettre en œuvre pour démasquer Saphir. Celle-ci est aidée dans ses aventures par Pan, un ancien ange maladroit et facétieux qui communique avec les animaux. La jeune fille rencontre également un prince, Frantz, dont elle s'éprend, mais à qui elle ne peut révéler ni son identité ni ses sentiments.

## Fiche technique
- Titre original : リボンの騎士 (Ribon no Kishi?, le chevalier au ruban)
- Titre français : Le Prince Saphir puis Princesse Saphir
- Réalisation : Osamu Tezuka, Chikao Katsui, Kanji Akabori
- Scénario : Osamu Tezuka, Masaki Tsuji
- Direction artistique : Kazuko Nakamura, Sadao Miyamoto, Minoru Nishida
- Musique : Isao Tomita
- Société de production : Tezuka Productions, Mushi Production
- Pays d'origine : Japon
- Langue : japonais
- Nombre d'épisodes : 52
- Durée : 25 minutes
- Dates de première diffusion :  Japon : 2 avril 1967

## Distribution

### Voix originales
- Yoshiko Ohta : Saphir
- Takako Sasuga : Pan (ou Tchinx)
- Gorô Naya : lord Nylon

### Voix françaises
|                                      | Premier doublage (1971) | Deuxième doublage (1989, épisodes 1 à 13) | Troisième doublage (2005, épisodes 13 à 52) |
| ------------------------------------ | ----------------------- | ----------------------------------------- | ------------------------------------------- |
| Studio                               | Synchro Québec LTEE     | SOFI                                      | Super Sonic Productions                     |
| Saphir                               | Flora Balzano           | Céline Monsarrat                          | Magali Barney                               |
| Tchinx / Pan                         | Ève Gagnier             | Marie-Laure Dougnac                       | Brigitte Lecordier                          |
| lord Nylon / lord Macédoine          | Benoît Marleau          | Serge Lhorca / Gérard Surugue             | Sébastien Desjours                          |
| le prince Frantz / le prince Thibaut |                         | Jean-François Kopf                        | Sébastien Desjours                          |
| la Sorcière                          |                         |                                           | Évelyne Grandjean                           |
| le duc Duralumin / le duc Duraldine  | Ronald France           | Albert Augier                             | Antoine Tomé                                |
| Grand Savant                         |                         |                                           | Pierre-François Pistorio                    |
| le roi                               |                         | Philippe Ogouz / Gérard Dessalles         |                                             |
| la reine                             |                         | Marie-Martine / Agnès Gribe               |                                             |

## Production

### Historique de la création
La série est basée sur la bande dessinée japonaise (manga) de Osamu Tezuka publiée en trois volumes au Japon entre 1953 et 1958 et réécrite entre 1963 et 1966. Osamu Tezuka a supervisé la création de cette œuvre produite en 1967-1968 aux studios Mushi Production et réalisée par Shingo Araki.

### Une technique innovante
La technique utilisée dans cette série animée alors d'un genre nouveau, n'était pas la même que celle habituellement employée à l'époque. D'un côté, un nombre important d'images s'enchaînent toutes les secondes afin de fluidifier le déplacement des personnages pour leur donner une apparence naturelle, « humaine » ; de l'autre, une même image est utilisée plusieurs secondes avec des mouvements de caméra spécifiques au cinéma japonais (travellings arrières, zooms rapides, panoramiques à 360° etc.) ce qui compense d'une certaine manière la rigidité des personnages (seuls les yeux et les lèvres bougent quand parlent les personnages, ce qui crée une situation statique, peu animée et inexpressive). Le résultat visuel obtenu à l'écran par cette nouvelle technique est une succession rapide de scènes très courtes dans lesquelles les mouvements des personnages sont réduits. Cette nouvelle technique était assurément moins coûteuse que celle employée par les studios Disney ou les studios européens, mais elle péchait en comparaison par son graphisme (le personnage de la reine est le plus abouti graphiquement, ce qui est inhabituel pour un personnage secondaire).

### Les différents titres français
En 1980, Le Prince Saphir devient Princesse Saphir à l'occasion du nouveau doublage français. Les fans de la première heure considèrent que le titre initial est plus adéquat en cela qu'il reflète mieux la dualité du personnage[réf. nécessaire]. Il est également plus fidèle au titre originel japonais : Le Chevalier au ruban.

### Les différents génériques français
- Les génériques de début

Le premier générique, diffusé de 1974 à 1980, était la reprise intégrale du générique en images japonais (créé par Yôko Maekawa) à quelques différences près : le générique japonais était chanté tandis que le générique français n'a gardé que la version instrumentale totalement réorchestrée pour la circonstance (cette nouvelle orchestration - qui était aussi utilisée et continue à être utilisée dans plusieurs pays - est beaucoup plus dynamique que l'originale). D'autre part, le générique français avait, curieusement, inversé le sens des images de droite à gauche. Caractérisé par de belles scènes créées spécialement pour le générique, et par une musique à l'orchestration symphonique d'une très grande richesse harmonique comme les Japonais en ont le secret, ce générique originel a marqué les jeunes téléspectateurs.
Les deux nouveaux génériques diffusés depuis 1980 consistent en un assemblage de scènes tirées du premier épisode, comme ce sera désormais le cas de la majorité des futurs dessins animés. Le premier des deux nouveaux génériques était accompagné d'une chanson interprétée par Marie Mercier (L'Oiseau bleu, Tchaou et Grodo) et les Petits Chanteurs d'Asnières. Un second nouveau générique a été spécialement créé pour la commercialisation en France de l'intégralité du dessin animé en DVD.
- Les génériques de fin

Le premier générique de fin de 1974 est celui du générique de fin japonais mais sans les paroles (seul l'instrumental est repris). Ce premier générique de fin est composé de scènes poétiques présentées par Tchinx / Pan, réalisées spécialement pour ce générique.
Il n'a pas été créé de nouveau générique de fin. Depuis 1980, chaque épisode se clôt sur le second générique de début.

### Les différents doublages
Le premier doublage a été effectué en 1971 au Québec, ce qui était le cas de nombreuses séries et dessins animés étrangers diffusés en France dans les années 1960-1970 (Le Roi Léo, L'Araignée, Cosmos 1999, etc.).
Le second doublage a été effectué en France en plusieurs étapes. Il commence en 1989, et est complété en 2005 pour la sortie de l'intégrale du dessin animé en DVD. Dans la foulée de ce nouveau doublage, les épisodes sont renommés et les noms de certains personnages sont rebaptisés : Tchinx devient Pan, Duralumin devient Duraldine, le prince Frantz devient le prince Thibault, etc.
De nombreux fans de la première heure considèrent que les premiers doublages et génériques de 1974 surpassaient en qualité et en émotion les nouveaux doublage et générique[réf. nécessaire]. On a longtemps cru que ce premier doublage avait disparu. En réalité, il n'était plus autorisé depuis la promulgation de la loi française de 1990 qui interdisait la diffusion et la commercialisation d'un doublage n'ayant pas été effectué en Europe. Cette loi a été abrogée en 2014 et autorise désormais les doublages de langue française réalisés au Canada,,,.

## Épisodes
Note : les titres sont, sauf précisions, ceux de la ressortie DVD de 2005.
1. Le Prince et l’Ange (Le Secret de Saphir fin 1974 ; La Princesse chevalier en 1989[14])
2. Le Diable entre en scène (La Fille de Belzebos en 1975 ; La Fille de Satan en 1989)
3. Le Tournoi (Les Jeux nationaux annuels en 1976 ; Concours de force en 1989)
4. Danse, Thibaut ! (Le Navire fantôme en 1975 ; Le Bateau fantôme en 1989)
5. La Vallée du monstre (Les 3 Vallées de la mort en 1976 ; Le Monstre de la vallée en 1989)
6. Le Gnome et le Géant (Le génie et le farfadet en 1976 ; Trois souhaits en 1989)
7. Le Cygne maudit (Le Cygne en 1989)
8. Le Cheval volant (Le Cheval ailé en 1976 ; Le Cheval volant en 1989)
9. Les Statues cassées (Les Idoles brisées en 1989)
10. Le Carnaval de Saphir (Les Assassins en 1975 puis "Les poupées meurtrières" en juillet 1976 ; Les Poupées dangereuses en 1989)
11. L’Esprit du sommeil
12. Le Prince en haillons
13. Le Manoir des roses
14. Les Sept Chevreaux (La Lettre d'amour en 1976)
15. La Chasse au renard doré
16. Pan et Colette (Les Marionnettes en 1975)
17. Au revoir, madame la fantôme
18. Étrange Miroir (Le Miroir magique en 1975)
19. La Plume magique (La Plume en février 1975 - 2e épisode diffusé en France)
20. Le Monstre Kagera (Les Voleurs d'ombres en 1975)
21. La Meilleure Friandise du monde
22. Le Couronnement
23. Le Chevalier masqué apparaît
24. La Tempétueuse Tour-cercueil
25. Vive le roi
26. La Reine des neiges (La Reine-Glaçon en 1975)
27. Vite ! L’île aux nuages noirs
28. Le Lion de fer (Le Lion de fer en 1975)
29. La Fin de la reine des neiges (La Mort de la Reine-Glaçon en 1976)
30. Le Voleur volant (Le Cerf-Volant fantôme en 1975)
31. Pan et la Princesse de la mer
32. Le Trésor de Saphir (Le Vaisseau d'argent en 1976)
33. La Momie de la pyramide (Aventures en Égypte en 1975)
34. Mousse le grand cerf (Le Cerf furieux en 1975)
35. À la poursuite du dirigeable !
36. Le Retour de la grande sorcière
37. Sauvez Saphir !
38. Le Code du chevalier
39. La Jalousie de Vénus
40. Le Terrible Empire X
41. Teppi le petit coquin
42. La Grande Stratégie pour capturer le rat
43. Saphir pris au piège
44. L’Aigle blanc qui hurle
45. Pan et le Bateau fantôme
46. Saphir de la forêt mystérieuse
47. Thibault errant
48. Saphir disparaît en mer
49. Le Sourire de Zaza
50. Le Chevalier noir de la grande tour
51. Brûlant royaume d’Argent
52. Pour le bonheur du royaume d’Argent

## Autour de la série
La série a connu un très grand succès auprès des enfants quand elle a été diffusée en France dans les années 1970, succès qui ne s'est pas démenti lors des rediffusions des années 1980 et 1990. Second dessin animé japonais à avoir été diffusé en France après Le Roi Léo (1972), il est également le premier à introduire les thèmes de l'androgynie et du travestissement, lesquels trouveront leur aboutissement douze ans plus tard dans le dessin animé Lady Oscar. Tour à tour histoire de cape et d'épée, de comédie et de conte de fée, de romance et de fantastique (parfois un peu effrayant pour les téléspectateurs les plus jeunes), cette série animée avait pour ambition d’intéresser à la fois les garçons et les filles, sans distinction d'âge.

## Produits dérivés (France)

### BD / Livres
Bandes dessinées
- Les Aventures de prince Saphir, bande dessinée, éditions Whitman-France (années 1970)
- Prince Saphire[16] et le Dragon, éditions Jesco (années 1970)

Roman
- Noël Germain, Le Prince Saphir, collection Bibliothèque rose, éditions Hachette,1978

### Vidéos et DVD
VHS
- Le Secret de Saphir ; La Fille de Belzebos (2 épisodes), Fil à film, années 1980[17]  (EAN 3308720011793)
- Le Tournoi ; Le Navire fantôme (2 épisodes), Fil à film, années 1980[18]  (EAN 3308720011809)

DVD
- Intégrale de la série en 3 coffrets de 5 DVD, Déclic Image

### Disques
- Prince Saphire[16], super livre-disque (45 tours + livre de bandes dessinées), Junior Productions Musique 5853
- Princesse Saphir : générique interprété par Marie Mercier (45 tours), IDDH, Canal Junior, 1989.